# The Sound of Johnny Cash
The Sound of Johnny Cash — 8-й студийный альбом кантри-исполнителя Джонни Кэша, изданный в 1962 году. Среди песен выделяются «In the Jailhouse Now», кавер на песню Джимми Роджерса, который в качестве сингла достиг 8-го места в кантри чарте, и «Delia's Gone», которую Кэш перезапишет годы спустя для «American Recordings» в 1994 году. Кэш также запишет значительно более медленную, похожую на балладу версию «I'm Free from the Chain Gang Now», которая в конечном итоге будет выпущена в 2006 году в альбоме «American V: A Hundred Highways».
Во время записи альбома Кэш перезаписал свои хиты, записанные на Sun Records, «Folsom Prison Blues», «Hey, Porter» и «I Walk the Line», но ни одна из этих версий в конечном итоге не была использована в альбоме, и они оставались неизданными до 1990-х годов.

## Список композиций
| №  | Название                          | Автор(ы)                      | Длительность |
| -- | --------------------------------- | ----------------------------- | ------------ |
| 1. | «Lost on the Desert»              | Даллас Фрейзер, Бадди Майз    | 2:01         |
| 2. | «Accidentally on Purpose»         | Даррелл Эдвардс, Джордж Джонс | 1:56         |
| 3. | «In the Jailhouse Now»            | Джимми Роджерс                | 2:23         |
| 4. | «Mr. Lonesome»                    | Томполл Глейзер               | 2:18         |
| 5. | «You Won't Have Far to Go»        | Чарльз Глейзер                | 1:50         |
| 6. | «Cotton Fields (The Cotton Song)» | Ледбелли                      | 2:34         |

| №   | Название                              | Автор(ы)                      | Длительность |
| --- | ------------------------------------- | ----------------------------- | ------------ |
| 7.  | «Delia's Gone»                        | Карл Зильберсдорф, Дик Тупс   | 2:01         |
| 8.  | «I Forgot More Than You'll Ever Know» | Сесил А. Нуль                 | 2:27         |
| 9.  | «You Remembered Me»                   | Джонни Кэш                    | 2:05         |
| 10. | «"I'm Free from the Chain Gang Now»   | Лу Хершер, Сол Кляйн          | 1:51         |
| 11. | «Let Me Down Easy»                    | Томполл Глейзер, Джим Глейзер | 0:57         |
| 12. | «Sing It Pretty, Sue»                 | Джонни Кэш                    | 2:00         |

## Участники записи
- Джонни Кэш  — ритм-гитара, вокал

- Лютер Перкинс[англ.] — соло-гитара
- Рэй Эдентон[англ.] — акустическая гитара
- Маршалл Грант[англ.] — бас-гитара
- Флойд Крамер — пианино
- Бадди Харман[англ.] — ударные
- Дон Хелмс[англ.] — слайд-гитара

## Чарты
Альбом не попал в чарты Billboard. В 1962 году сингл «In the Jailhouse Now» достиг 8-го места в Billboard Hot Country Singles.